# نائوموفسکایا
نائوموفسکایا (به لاتین: Naumovskaya) یک منطقهٔ مسکونی در روسیه است که در استان آرخانگلسک واقع شده‌است.